# Sebastian Sala

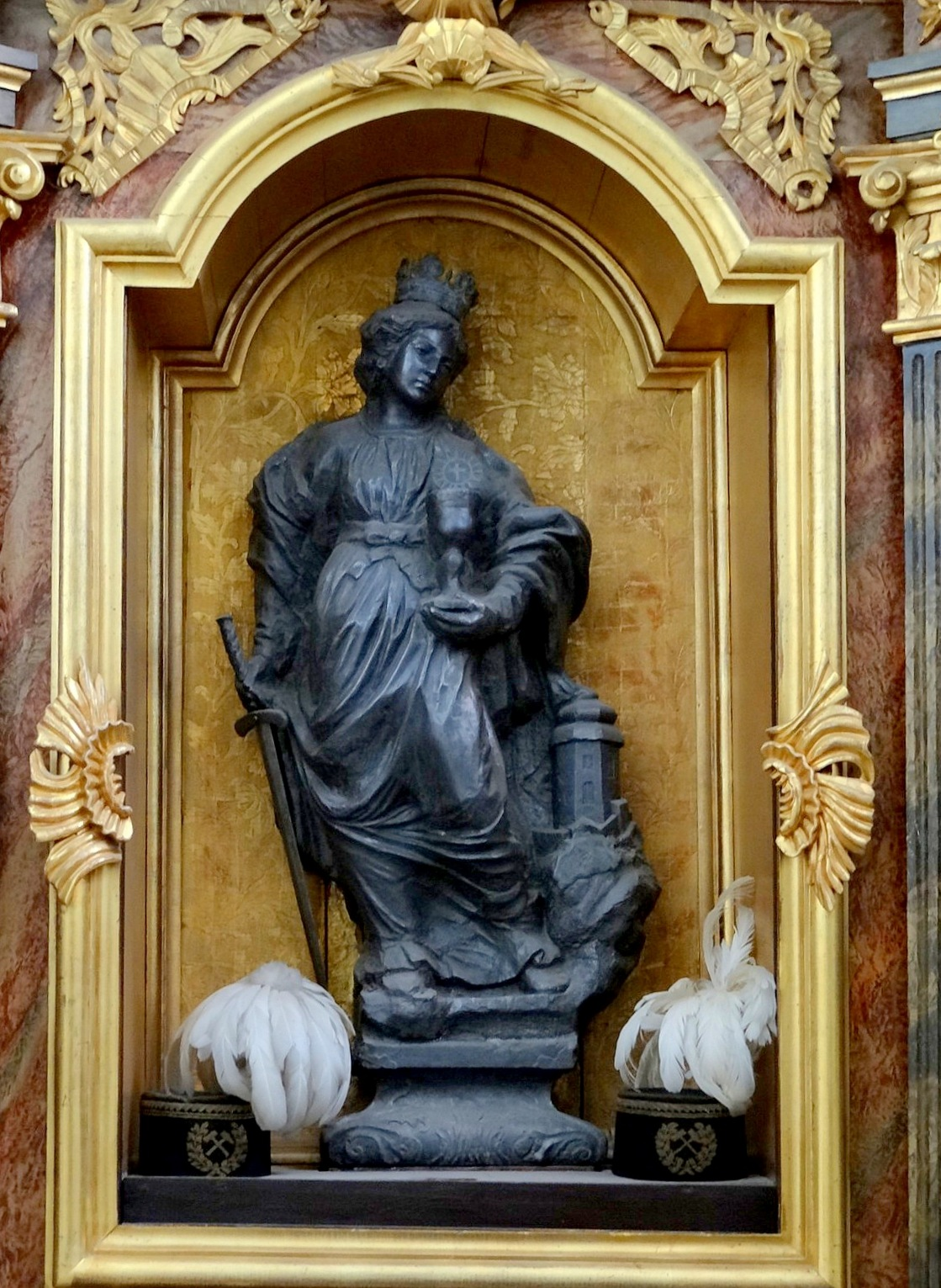
figura św. Barbary w kościele św. Karola Boromeusza w Kielcach

Sebastian Sala (ur. po 1587 w Lugano, zm. przed 29 sierpnia 1652 pod Krakowem) – szwajcarski murator i rzeźbiarz, działający w Polsce, reprezentant wczesnego baroku pierwszej połowy XVII wieku.

## Życiorys
Pochodził z Lugano. Urodził się jako syn Antonia i Franceschi. Mógł studiować sztukę w Rzymie lub Mediolanie, na co wskazuje analiza jego stylu. Od około 1623 przebywał w Krakowie, a w 1630 był tam już mieszczaninem (uzyskał obywatelstwo miejskie). Od 1634 do 1652 występował jako murator w krakowskim cechu muratorów i kamieniarzy (w 1635 wybrano go starszym cechu, a funkcję tę pełnił, z przerwami, w latach 1640-1641 i 1650-1652). Współpracował z Giovannim Trevano i Konstantym Trencallim. Po śmierci Trevana zyskał status architekta zamkowego. Nadzorował prace budowlane na Wawelu i w pałacu w Łobzowie. Nie są znane jego samodzielne prace architektoniczne. W 1633 wykonał dekorację kamieniarską kaplicy św. Władysława (obecnej św. Benedykta) w kościele ojców kamedułów na Bielanach. W 1649 przerobił bramki ogrodzenia przy katedrze wawelskiej.
Tworzył również rzeźbę monumentalną. Około 1637 wykonał nagrobek rodziny Oppersdorfów w kościele parafialnym w Głogówku. W latach 1638–1640 wystawił monumentalny pomnik grobowy prymasa Wawrzyńca Gembickiego w gnieźnieńskiej katedrze. W tych latach nawiązał kontakty z rodziną Opalińskich. Wykonał dla niech rzeźby zamku w Szubinie (niezachowane) oraz nagrobek wojewody Piotra Opalińskiego (obiekt powstał w Krakowie w 1641, a w 1642 został posadowiony w Sierakowie). W 1643 przekazał Krzysztofowi Opalińskiemu projekt ołtarza dla kościoła we Włoszakowicach (zachowany tam ołtarz z połowy XVII wieku jest zapewne zrobiony w oparciu o te plany). W 1644 kapituła gnieźnieńska zawarła z nim kontrakt na stworzenie nowego, marmurowego mauzoleum św. Wojciecha, według projektu Konstantego Tencallego. Dzieło to rozpoczął, ale przerwała je jego śmierć. W lipcu 1649 rozpoczął prace przy monumentalnym nagrobku księcia Jerzego Rakoczego I w katedrze w Gyulafehérvár (zachowany), w związku z czym odbył dwie podróże do Siedmiogrodu (1649 oraz 1652). Obiekt ukończył w kwietniu 1652, za co wynagrodzono go sumą 6000 florenów polskich, bardzo wysoką, jak na owe czasy.
Oprócz tego, na podstawie analizy stylowej, przypisywane są mu liczne inne dzieła sztuki, m.in.:
- osiem alabastrowych rzeźb członków rodu Ligęzów (prezbiterium kościoła bernardynów w Rzeszowie, około 1630-1638),
- część alabastrowych figur w bazylice Bożego Ciała na krakowskim Kazimierzu (około 1630-1632, większość wykonał Andrea Castello),
- marmurowy nagrobek z alabastrową figurą biskupa Andrzeja Lipskiego w katedrze wawelskiej (około 1631-1633, przerobiony w latach 1743-1746, część wykonał Andrea Castello),
- wystrój rzeźbiarski kaplicy Krzysztofa Sapiehy (zm. 1631) na jego epitafium w klasztorze przy kościele Św. Michała w Wilnie (około 1631-1636, pierwotnie na zewnątrz),
- dekoracje i posągi na zewnątrz i wewnątrz kaplicy św. Kazimierza przy katedrze wileńskiej (około 1634-1636),
- projekt i wykonanie kaplicy i jej wystroju biskupa Jakuba Zadzika w katedrze wawelskiej (1645-1647),
- galenowa figura św. Barbary w kościele św. Karola Boromeusza w Kielcach (1646)[1].

Zmarł pod Krakowem podczas zarazy.

## Rodzina
Dnia 30 kwietnia 1626 Sebastian Sala poślubił w kościele Mariackim w Krakowie Zuzannę Buzetę. Z tego małżeństwa urodzili się synowie: Antoni (ur. 1630), Karol, Jan Chrzciciel i Stanisław oraz córki: Katarzyna, Teresa (ur. 1637) i Agnieszka (ur. 1645). Po śmierci pierwszej żony, w tym samym kościele, dnia 7 stycznia 1648, artysta ożenił się z Reginą, wdową po krakowskim piekarzu Marcinie Ogorzałku.